# 17 Dywizja Powietrznodesantowa (USA)
17 Dywizja Powietrznodesantowa (ang. 17th Airborne Division) – istniejący w latach 1943–1945 i 1948–1949 związek taktyczny wojsk powietrznodesantowych Armii Stanów Zjednoczonych.
Została sformowana 15 kwietnia 1943 roku, w czasie II wojny światowej. Chrzest bojowy dywizji miał miejsce w czasie bitwy o Ardeny, jednak najbardziej zasłynęła z udziału w operacji Varsity pod koniec wojny. Ze względu na swoją odznakę, dywizja zyskała przydomek Złote Szpony (ang. Golden Talons).

## Historia
17 Dywizja Powietrznodesantowa została sformowana 15 kwietnia 1943 roku w obozie szkoleniowym w Camp Mackall. Jej dowództwo objął gen. William M. Miley. Pierwsze elementy dywizji zostały przetransportowane do Wielkiej Brytanii w sierpniu 1944 roku.
25 grudnia 1944 roku została przydzielona do 3 Armii pod dowództwem gen. George’a Pattona. Wraz z nią wzięła udział w bitwie o Ardeny. Uczestniczyła w działaniach mających odciążyć obrońców Bastogne i docelowo wyprzeć Niemców z terenu Belgii. 26 stycznia 1945 została wycofana z linii frontu.
24 marca 1945 roku brała udział w operacji Varsity, wraz brytyjską 6 Dywizją Powietrznodesantową. Był to pierwszy skok bojowy jednostki. Dywizja została zrzucona w okolicy miejscowości Diersfordt w Niemczech. Celem jednostki było opanowanie jej wraz z przyległym lasem. Operacja zakończyła się sukcesem.
Po zakończeniu działań wojennych w Europie dywizja pozostała w służbie okupacyjnej w północnych Niemczech. 3 lipca 1945 roku dywizja została rozwiązana, a jej poszczególne elementy przydzielono do 13. i 82 Dywizji Powietrznodesantowej. Jednostki te miały zostać wykorzystane do walk z Japonią, jednak nie zdołano ich przerzucić w rejon Pacyfiku przed kapitulacją tego kraju. Jednostkę reaktywowano 6 lipca 1948 roku w celach szkoleniowych, ponownie rozwiązano ją 19 czerwca 1949 roku.

### Straty[6]
- Straty bojowe ogółem: 6745
- Polegli: 1191
- Ranni: 4904
- Zaginieni: 224
- Pojmani: 426

## Organizacja

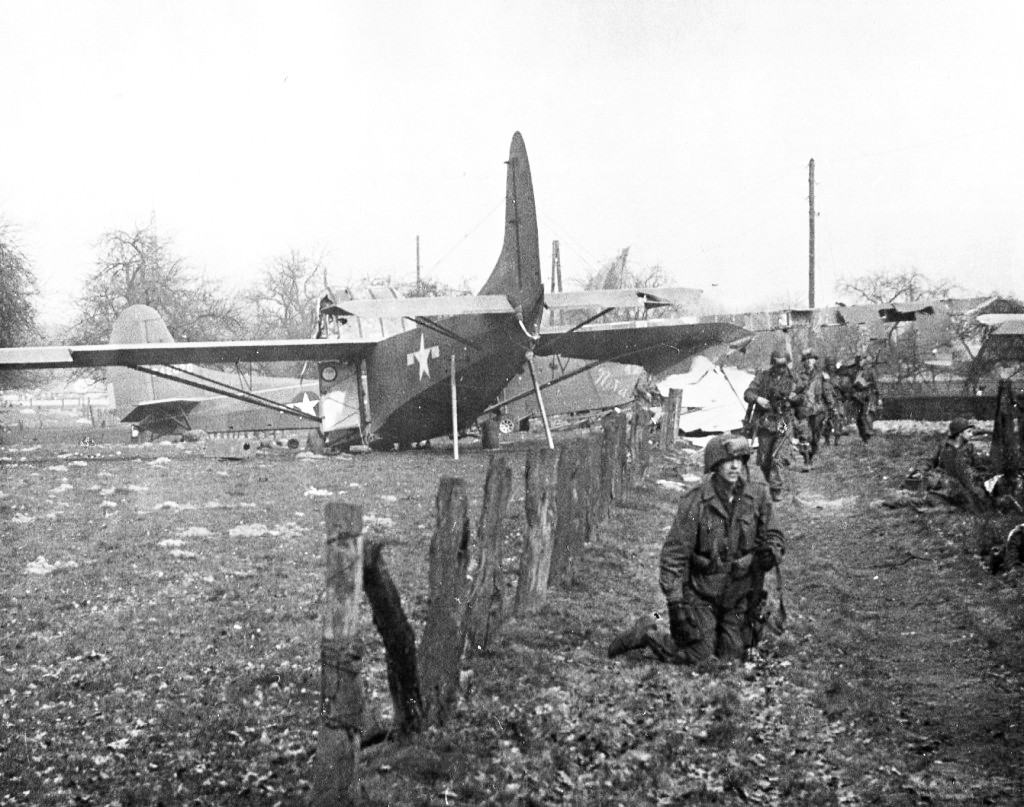
Piechota szybowcowa z 17 Dywizji Powietrznodesantowej po lądowaniu w Niemczech w ramach operacji Varsity

Organizacja 17 Dywizji Powietrznodesantowej w czasie II wojny światowej:
- Sztab dywizji
- 193 pułk piechoty szybowcowej
- 194 pułk piechoty szybowcowej
- 507 pułk piechoty spadochronowej
- 513 pułk piechoty spadochronowej (zastąpił 517 pułk 10 marca 1944)
- 517 pułk piechoty spadochronowej (rozwiązany 10 marca 1944)
- cztery bataliony artylerii (464. i 466. spadochronowy oraz 680. i 681. szybowcowy)
- 139 powietrznodesantowy batalion inżynieryjny
- 155 powietrznodesantowy batalion przeciwlotniczy
- 224 powietrznodesantowa kompania sanitarna
- 17 spadochronowa kompania serwisowa
- jednostki specjalne sztabu dywizji
- 550 powietrznodesantowy batalion piechoty (niezależny, przydzielony do 17 Dywizji w czasie bitwy o Ardeny)
- 761 batalion czołgów (samodzielny, przydzielony do 17 Dywizji od 15 do 27 stycznia 1945)
- 811 batalion przeciwpancerny (przydzielony do 17 Dywizji od 17 do 27 stycznia 1945)